# إلين ميتا ينسين
إيلين ميتا ينسن (من مواليد 1 مارس 1995) هو لاعية كرة قدم آيسلندية تلعب في فريق ثروتور ريكيافيك. مثلت إيلين بلادها آيسلندا  في 2013، 2017، 2022 من بطولة الأمم الأوروبية للسيدات.

## مسيرة مع النادي
لعبت إلين مع فالور منذ عام 2010. لعبت لأول مرة مع فالور في سن 15 عامًا في يوليو 2010، وسجلت الهدف الخامس في فوز فالور 7-2 على هوكار. في عام 2012، سجلت 18 هدفًا في 18 مباراة لتفوز بالحذاء الذهبي للدوري.اختيرت إيلين أفضل لاعبة في دوري أورفالسديلد لموسم 2019، حيث سجلت 16 هدفًا وقدمت 10 تمريرات حاسمة، وهو الموسم الذي شهد فوز فالور باللقب، وقعت إيلين عقدًا جديدًا لمدة ثلاث سنوات مع فالور في فبراير 2020.

## المسيرة الدولية
ظهرت إيلين لأول مرة مع منتخب أيسلندا الأول في 16 يونيو 2012، وهي في السابعة عشرة من عمرها، لتحل محل الهدافة التاريخية مارغريت لارا فيدارسدوتير بعد 75 دقيقة من مباراة ودية انتهت بفوز أيسلندا 3-0 على منتخب المجر. وسجلت أول هدفين لها في مباراة انتهت بفوز أيسلندا 5-0 على مالطا في 19 يونيو 2014. شاركت إيلين في فوز تاريخي 3-2 على ألمانيا في تصفيات 2019 في تصفيات كأس العالم، وسجلت هدفًا واحدًا وصنعت هدفين لزميلتها في الفريق داغني برينجارسدوتير. لعبت إيلين أيضًا دورًا أساسيًا في تأمين مكان لأيسلندا في كأس الأمم الأوروبية للسيدات 2022، حيث سجلت هدف الفوز ضد سلوفاكيا على أرضها وهدف التعادل ضد السويد، على أرضها أيضًا. أنهت المباراة كأفضل هدّافة في المجموعة في تصفيات كأس الأمم الأوروبية لكرة القدم للسيدات. تم استدعاء إيلين لتكون جزءًا من منتخب آيسلندا لكرة القدم للسيدات في بطولة أمم أوروبا للسيدات 2013، 2017 و2022.

## الإنجازات
نادي فالور
الفائز
- بطل آيسلندا 2010، 2019، 2021، 2022
- كأس آيسلندا للسيدات: 2010، 2011، 2022
- كأس الدوري الآيسلندي لكرة القدم للسيدات: 2017
- كأس السوبر الأيسلندي للسيدات: 2022

الوصيف
- كأس آيسلندا للسيدات: 2012
- كأس الدوري الآيسلندي لكرة القدم للسيدات: 2013، 2019
- كأس السوبر الآيسلندي للسيدات: 2012، 2020

#### جوائز فردية
- أفضل لاعب في الدوري الآيسلندي الممتاز لعام: 2019
- الحذاء الذهبي للدوري الآيسلندي الممتاز: 2012